# Cepleten, Smolean
Cepleten (în bulgară Чеплетен) este un sat în comuna Smolean, regiunea Smolean,  Bulgaria. 

## Demografie
Componența etnică a satului Cepleten
     Bulgari (98,24%)
     Nicio identificare (1,75%)
     Altele (0%)
La recensământul din 2011, populația satului Cepleten era de 57 locuitori. Din punct de vedere etnic, majoritatea locuitorilor (98,24%) erau bulgari. Pentru 1,75% din locuitori nu este cunoscută apartenența etnică.